# دائرة أوزلاقن
دائرة أوزلاقن إحدى دوائر ولاية بجاية الجزائرية . عاصمتها هي أوزلاقن وتضم بلديات :
- أوزلاقن

## مواضيع ذات صلة
- دوائر ولاية بجاية
- بلديات ولاية بجاية